# Phyllogomphus selysi
Phyllogomphus selysi är en trollsländeart som beskrevs av Henri Schouteden 1933. Phyllogomphus selysi ingår i släktet Phyllogomphus och familjen flodtrollsländor. IUCN kategoriserar arten globalt som livskraftig. Inga underarter finns listade i Catalogue of Life.